# الدورادو (پنسیلوانیا)
الدورادو یک جامعه غیرمشمول و محدوده سرشماری‌شده (CDP) در شهرستان بلر، پنسیلوانیا، ایالات متحده است. این منطقه برای اولین بار پیش از سرشماری ۲۰۲۰ به عنوان یک محدوده سرشماری‌شده فهرست شد.

## جغرافیا
این محدوده سرشماری‌شده در غرب شهرستان بلر، در امتداد مرز جنوبی ناحیه لوگان قرار دارد. این منطقه از جنوب با ناحیه آلگنی و از شرق با محله الدورادو در شهر آلتونا هم‌مرز است.
الدورادو در سمت جنوبی دره برگون ران، در دامنه آلگنی فرانت قرار دارد که ارتفاع آن تا ۲٬۴۲۱ فوت (۷۳۸ متر) در فاصله‌ای کمی بیش از ۲ مایل (۳ کیلومتر) در غرب افزایش می‌یابد. منحنی نعل اسبی در خط پیتسبورگ متعلق به راه‌آهن نورفک ساترن در فاصله ۲٫۵ مایل (۴٫۰ کیلومتر) به سمت شمال‌غربی، در امتداد دره برگون ران قرار دارد.

## آموزش
منطقه مدرسه‌ای ناحیه مدرسه‌ای آلتونا مسئول ارائه خدمات آموزشی در این منطقه است. دبیرستان دبیرستان آلتونا دبیرستان جامع این منطقه است.